# Misión Estero de las Palmas de San José del Cabo Añuití
La Misión de San José del Cabo Añuití fue construida por el padre misionero Nicolás Tamaral y el visitador José de Echeverría (1730), y fue la más sureña de las misiones jesuíticas que se establecieron durante el período colonial de la historia de México en el territorio de la Vieja California —correspondiente al actual estado de Baja California Sur—. La misión estaba dedicada a San José, y se construyó en el sitio que los pericúes llamaban Añuití. En la actualidad, forma parte de la localidad de San José del Cabo (Baja California Sur).
La misión fue dotada o financiada su construcción por el marqués de Villapuente de la Peña (nacido en 1670 Muriedas, Santander, y muerto en el Colegio Imperial de los Jesuitas, 1739 Madrid, España). Inicialmente la misión se construyó con frágiles materiales cerca de la playa para posteriormente cambiar la ubicación a un sitio más alejado de la costa (8 km).
La región de Los Cabos conforma el sur de la península de California, y fue un sitio bastante visitado por los navegantes españoles e ingleses cerca de dos centurias antes del establecimiento de la misión de Añuití, que implicó también la sedentarización de los nativos pericúes. 
En 1734 la Misión fue escenario de la llamada Rebelión de los Pericúes, iniciada en la región de Los Cabos por los indígenas en contra de los religiosos jesuitas. Como resultado, Tamaral fue martirizado y asesinado —igual suerte había corrido Lorenzo Carranco en la Misión de Santiago de los Coras Añiñí—, y la misión de San José, destruida. Entre 1735 y 1736, la sede fue trasladada cerca de la costa, pero con la categoría de visita de la misión de Añiñí y además se levantó allí un presidio español. Posteriormente en (1753), la misión fue trasladada nuevamente tierra adentro. Ignacio Tirsch estuvo evangelizando en ésta misión poco antes de la expulsión. Tras la expulsión de los jesuitas a finales del siglo XVIII, Añuití quedó en custodia de los dominicos. 

## Epílogo
En 1793 la construcción fue dañada por una inundación, sin embargo fue reconstruida en 1799, el 17 de febrero de 1822 el barco de nacionalidad chilena "Independencia" atacó la plaza y de nuevo la misión sufrió serios daños, finalmente fue abandonada en 1840.
De la vieja misión no queda nada, la actual iglesia fue construida en 1940, muy cerca del sitio original en que se levantó la vieja misión jesuita.